# Барбе Шрьодер
Барбе Шрьодер (на френски: Barbet Schroeder) е роден в Иран френско-швейцарски филмов режисьор и продуцент, който работи на френски език и е френски гражднин. През 60-те години на XX век работи с режисьори от френската нова вълна като Жан-Люк Годар, Жак Ривет и Ерик Ромер.

## Биография
Барбе Шрьодер е роден на 26 август 1941 година в Техеран, Иран. Син е на германската лекарка Урсула и швейцарския геолог Жан-Уилям Шрьодер. От възраст 6 до 11 години живее с родителите си в Колумбия, където баща му работи. След това семейството му заминава за Франция, където той учи в Сорбоната в Париж.

### Кариера
Барбе Шрьодер основана на 23-годишна възраст продуцентската компания Les Films du Losange. Продуцира някои от най-известните филми на френската нова вълна. Режисьорският му дебют е More (1969), който е на тема за пристрастяването към хероин, става хит в Европа. „Пинк Флойд“ написва музиката за този филм и издава албума More. Групата написва и саундтрака за филма на Шрьодер от 1972 г. La Vallée, издаден като албума Obscured by Clouds.
Той режисира по-масови холивудски филми като „Муха на бара“ (1987) с участието на Мики Рурк, „Неомъжена бяла жена“ (1992) и „Обрат на съдбата“ (1990), за който Джеръми Айрънс получава „Оскар“ за най-добра мъжка роля. Въпреки многото комерсиално успешни филми Шрьодер се интересува от правенето на по-малки филми с по-ограничена публика като адаптацията на противоречивия роман на колумбийския писател Фернандо Валехо „Девата на убийците“ (2000) или документалния филм „Генерал Иди Амин Дада: автопортрет“ (1974), включващ обширни интервюта с угандския диктатор. Също „Адвокат на терора“ (2007), филм за тероризма през последните петдесет години, погледнат през очите на адвокат Жак Вергес и неговите клиенти.
Барбе Шрьодер има някои изяви като актьор. Играе един от „призраците“ в „Селин и Жули пътуват с лодка“ на Жак Ривет, епизодична роля като шофьор на „Порше“ в „Ченгето от Бевърли Хилс III“ (1994), като президента на Франция в „Марсиански атаки“ (1996), като продавач на продукти за коса в „Париж, обичам те“ (2006) и като механик в „Дарджийлинг ООД“ (2007).
Шрьодер режисира 12-ия епизод от третия сезон на американския драматичен телевизионен сериал „Момчетата от Медисън авеню“, излъчен за първи път на 1 ноември 2009 г. Епизодът е озаглавен „Порасналите“ и е забележителен с описанието на събитията от убийството на Кенеди.

### Личен живот
Барбе Шрьодер днес живее във Франция и е женен за актрисата Бюл Ожие.
През 2009 г. Шрьодер подписва петиция в подкрепа на филмовия режисьор Роман Полански, призовавайки за освобождаването му, след като Полански е арестуван в Швейцария във връзка с обвинението му през 1977 г. за упояване и изнасилване на 13-годишно момиче.

## Избрана филмография
| Година | Филм                               | Оригинално заглавие                 |
| ------ | ---------------------------------- | ----------------------------------- |
| 1975   | Генерал Иди Амин Дада: автопортрет | Général Idi Amin Dada: Autoportrait |
| 1990   | Обрат на съдбата                   | Reversal of Fortune                 |
| 1992   | Неомъжена бяла жена                | Single White Female                 |
| 2002   | Убийство по учебник                | Number by Numbers                   |